# Ara rubrogenys
Ara rubrogenys là một loài chim trong họ Psittacidae.
Đây một loài vẹt đặc hữu khu vực miền núi bán sa mạc nhỏ của Bolivia. Nó là một loài nguy cơ tuyệt chủng; nó đã được nuôi đẻ thành công trong điều kiện nuôi nhốt, và là một loài chim nuôi làm cảnh nhưng không phổ biến.

## Hình ảnh

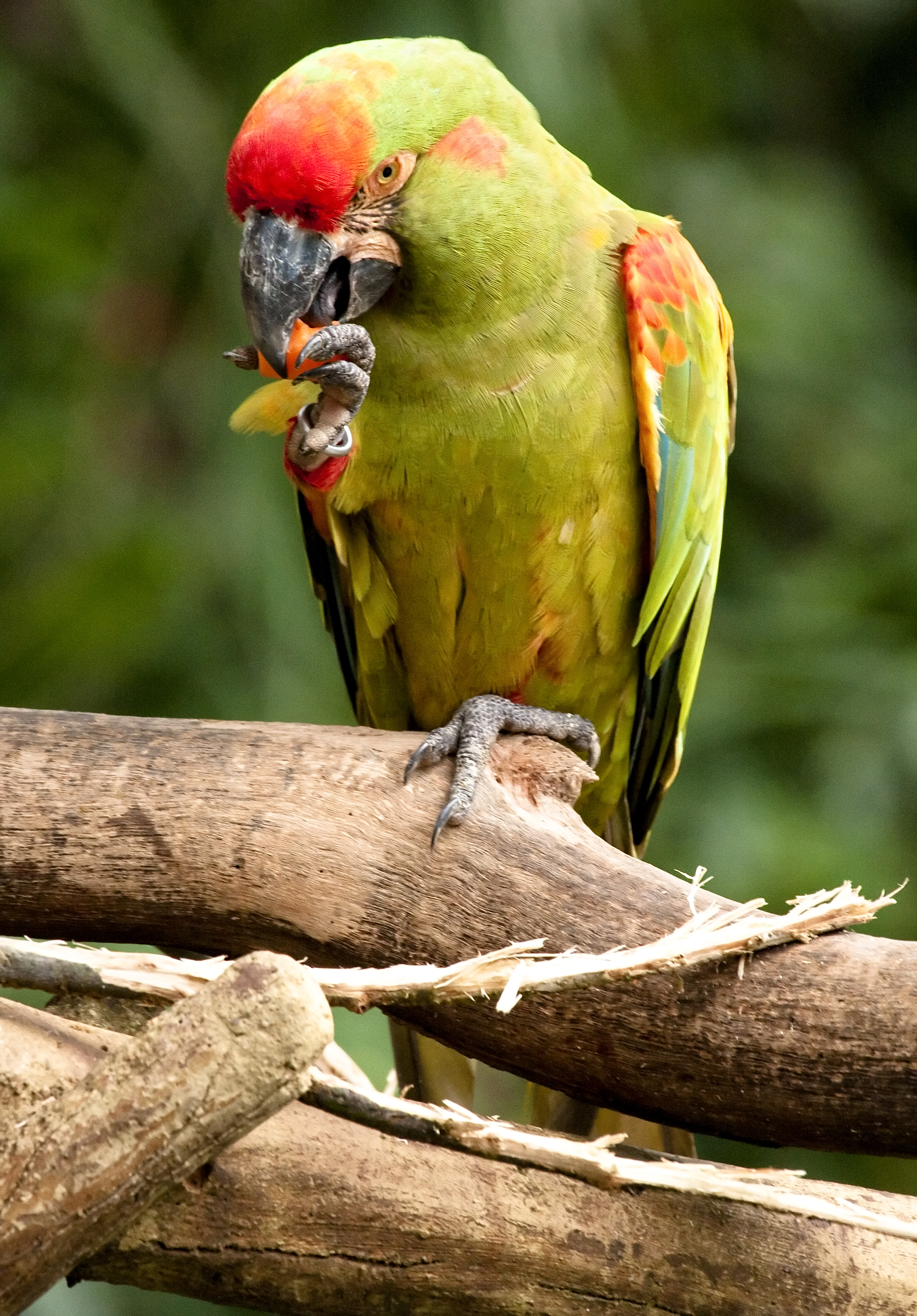
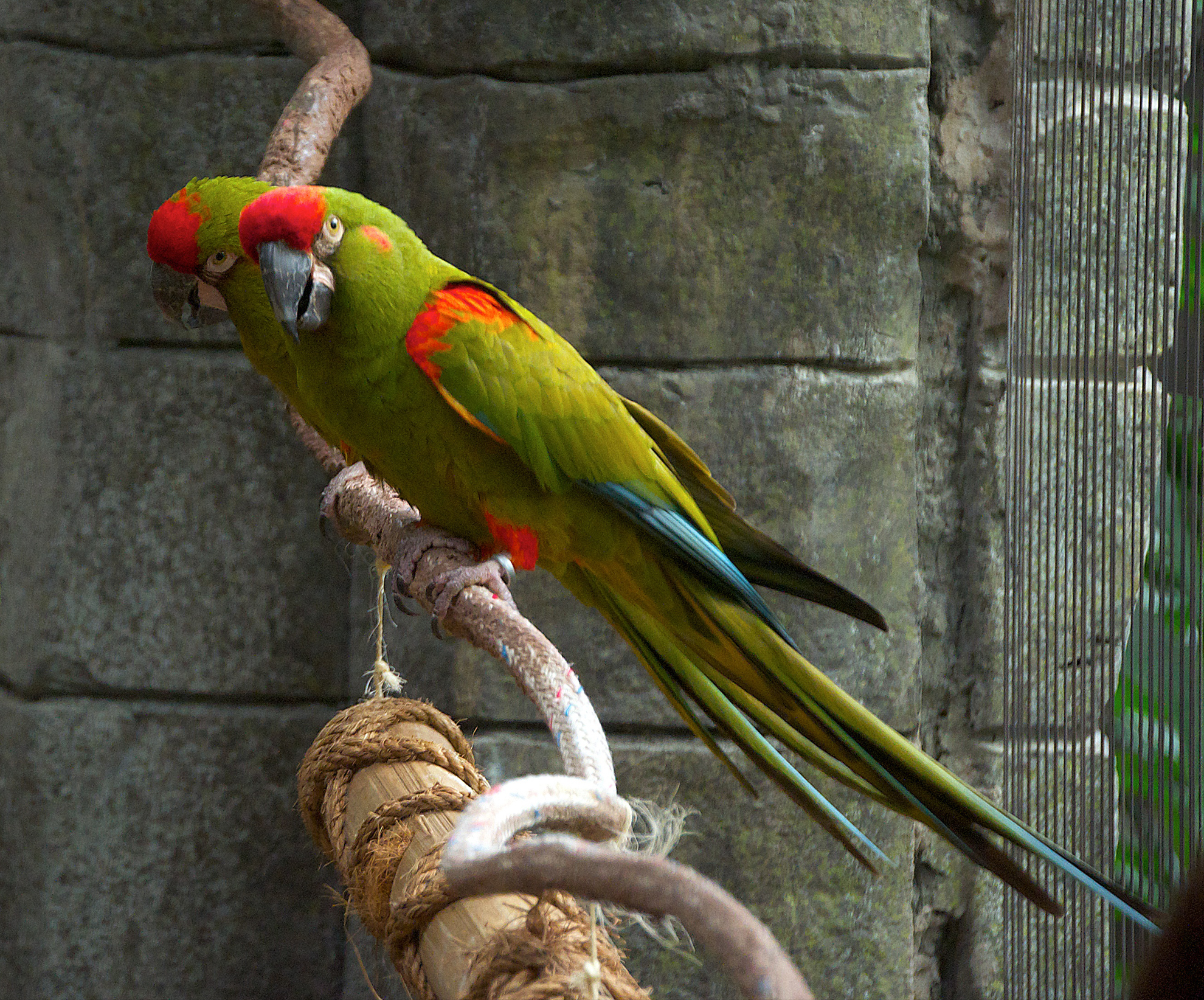
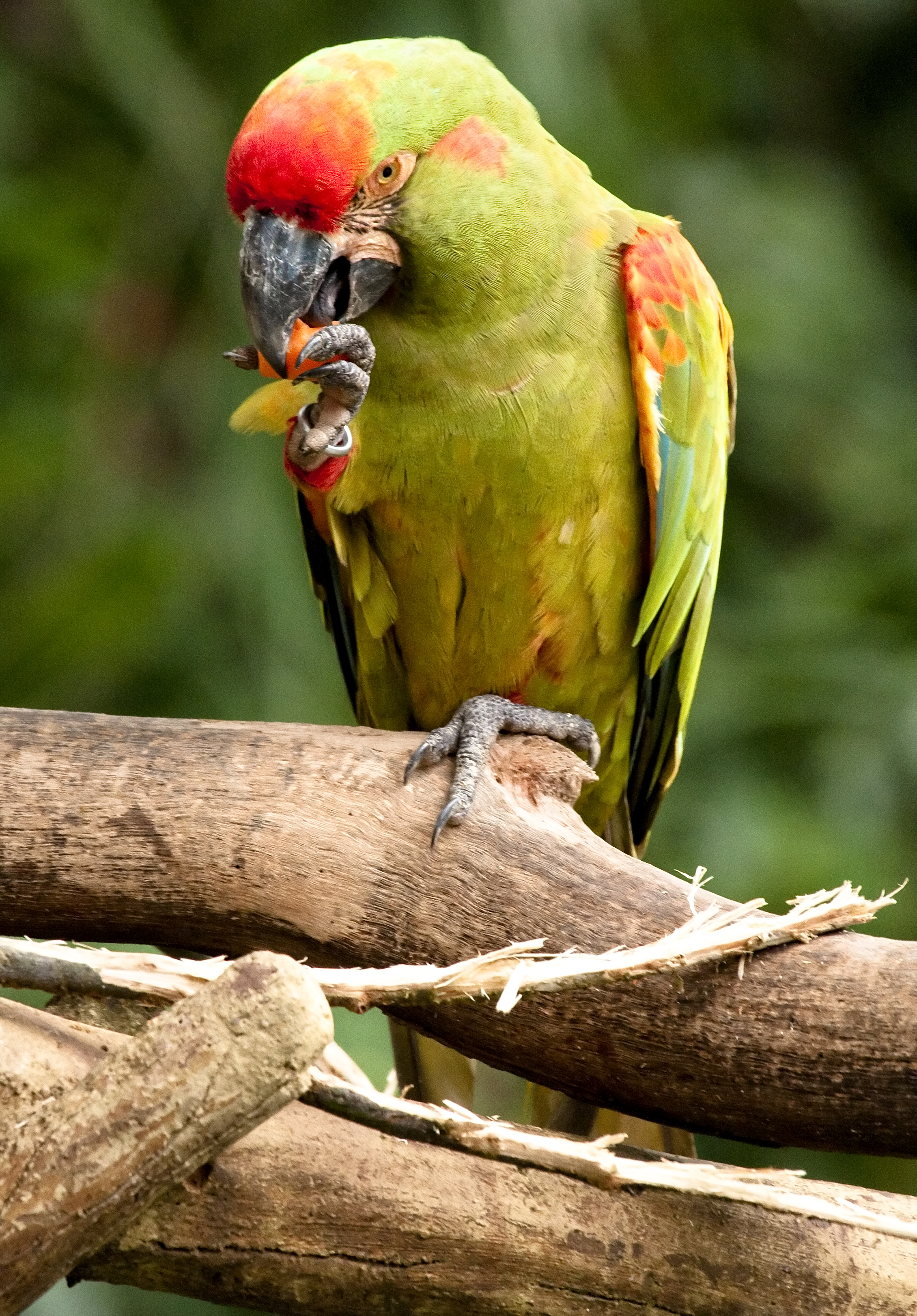
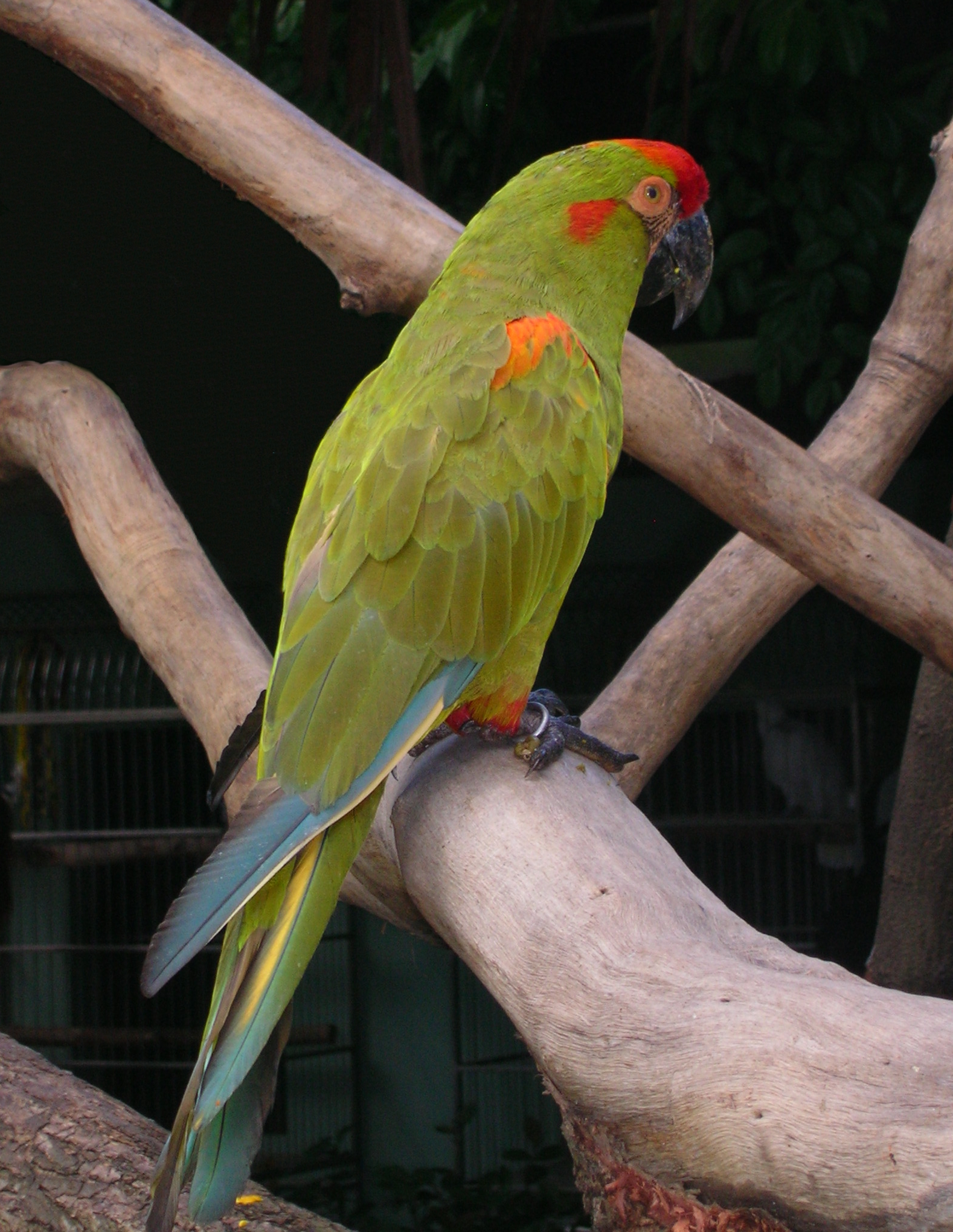
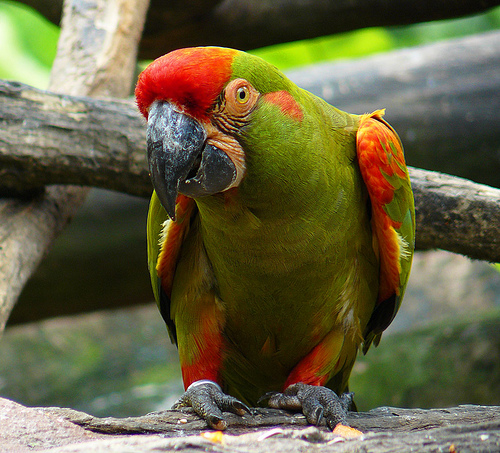